# رج وارنی
رج وارنی (انگلیسی: Reg Varney; ۱۱ ژوئیهٔ ۱۹۱۶ – ۱۶ نوامبر ۲۰۰۸) هنرپیشه اهل انگلستان بود.
از فیلم‌ها یا برنامه‌های تلویزیونی که وی در آن نقش داشته است می‌توان به بهترین جفت‌پا در تجارت اشاره کرد.